# Обними меня
«Обними меня» (укр. «Обійми мене») — другий сингл українського гурту «ВІА Гра», який надалі був включений у дебютний альбом «Попытка № 5».

## Відеокліп
Другий кліп групи ВІА Гра.
Кліп, як і пісня був зроблений у танцювальному стилі, за визнанням Надії Грановської їй цей кліп вдався важко, тому що їй довелося танцювати в незручному взутті.
Англійська версія кліп Hold me Closer була випущена 18 лютого 2008 року.
Режисер кліпу — Семен Горов.

## Учасники запису
- Альона Вінницька
- Надія Грановська